# NGC 89
Az NGC 89 egy spirálgalaxis a Főnix csillagképben.

## Felfedezése
Az NGC 89 galaxist John Herschel fedezte fel 1834. szeptember 30-án.

## Tudományos adatok
A galaxis 3320 km/s sebességgel távolodik tőlünk.